# Jan van Calcar
Pour les articles homonymes, voir Calcar.
Ne doit pas être confondu avec Jan Joest van Kalkar.
Jan van Calcar Jan Steven(szoon) van Calcar, Johan Stephan van Calcar (en français, Jean Calcar, et en italien Giovanni da Calcar) (né vers 1499 (au plus tard en 1510) à Kalkar, dans le duché de Clèves, et mort à Naples en 1545) est un peintre et illustrateur scientifique de la Renaissance. Sa ville natale est aujourd'hui en Allemagne. Comme il reçoit sa formation et passe toute sa vie d'artiste en Italie, on peut aussi le considérer comme un peintre italien.

## Vie et œuvres
Encore jeune, Jan van Calcar s'en va en Italie, ramassant au passage sa femme dans un lieu mal famé à Dordrecht.
Il est un élève du Titien et perfectionne son art auprès de Raphaël. Il reproduit ces maîtres de manière si fidèle qu'il trompe même les meilleurs experts.

### Illustration scientifique

#### La question de l'attribution
Calcar est cité, notamment par Giorgio Vasari (qui l'a connu l'année de sa mort) et Carel van Mander, comme l'auteur des gravures qui illustrent le traité d'anatomie de Vésale De humani corporis fabrica.
Il y a peut-être eu plusieurs illustrateurs, dont Vésale lui-même, et peut-être Le Titien.
Acceptée sur la parole de Vasari, l'attribution à Calcar des illustrations de la Fabrica est plusieurs fois mise en doute de nos jours,.

#### L'œuvre
L'œuvre de Vésale révolutionne l'étude de l'anatomie humaine ; la qualité des planches y contribue. Le titre, De humani corporis fabrica (Sur la « fabrique » du corps humain), peut être entendu comme : comment le corps humain est-il constitué, conçu ? L'ouvrage, publié pour la première fois en 1543, contient de nombreux dessins détaillés provenant de dissections humaines (Galien, pour sa part, alors respecté comme autorité suprême, ne disséquait que des animaux et se fondait sur ces dissections pour comprendre la « fabrique » humaine). Les écorchés sont souvent représentés dans des poses dramatiques, esthétisées.

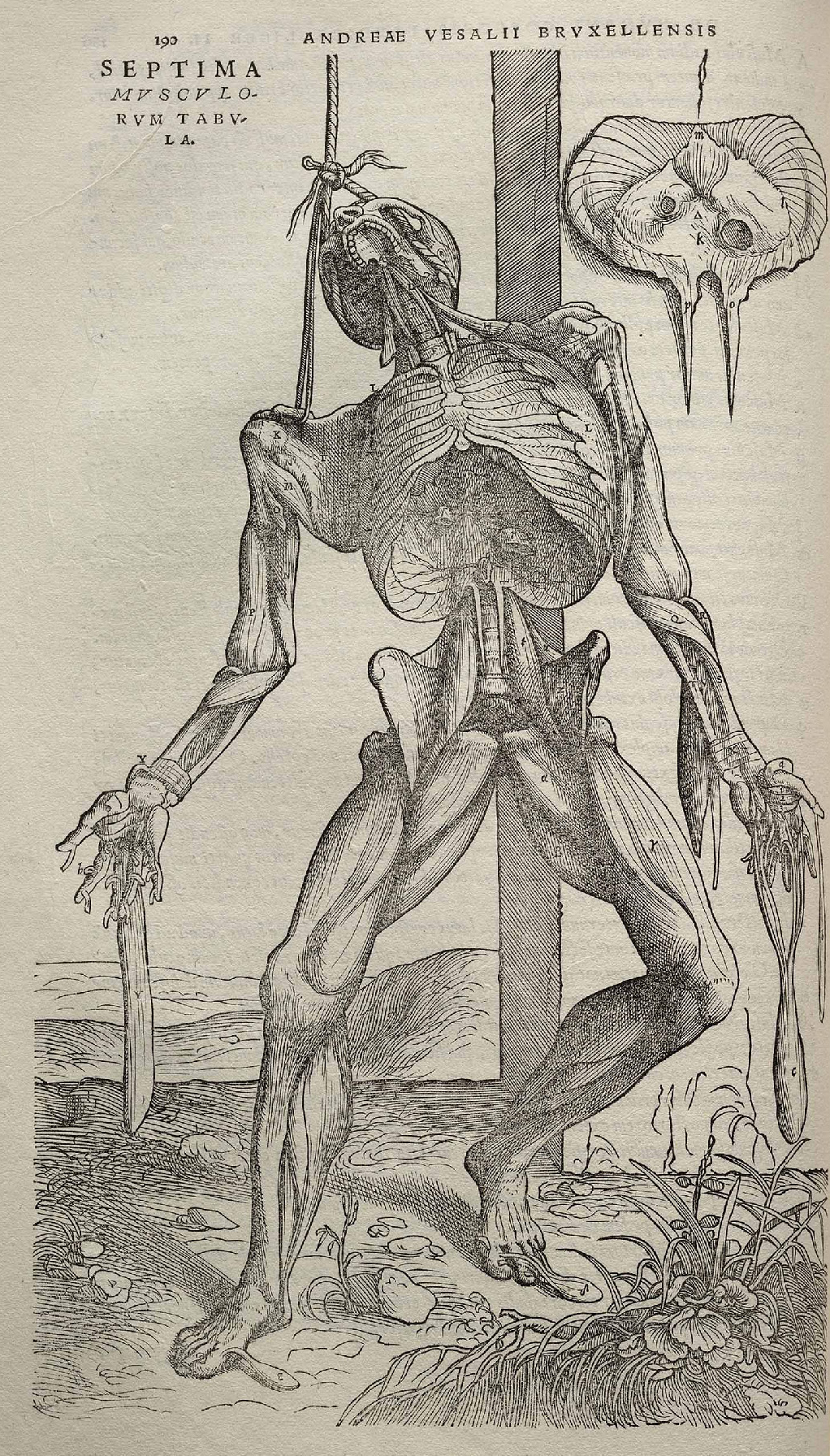
Illustration de la Fabrica de Vésale.
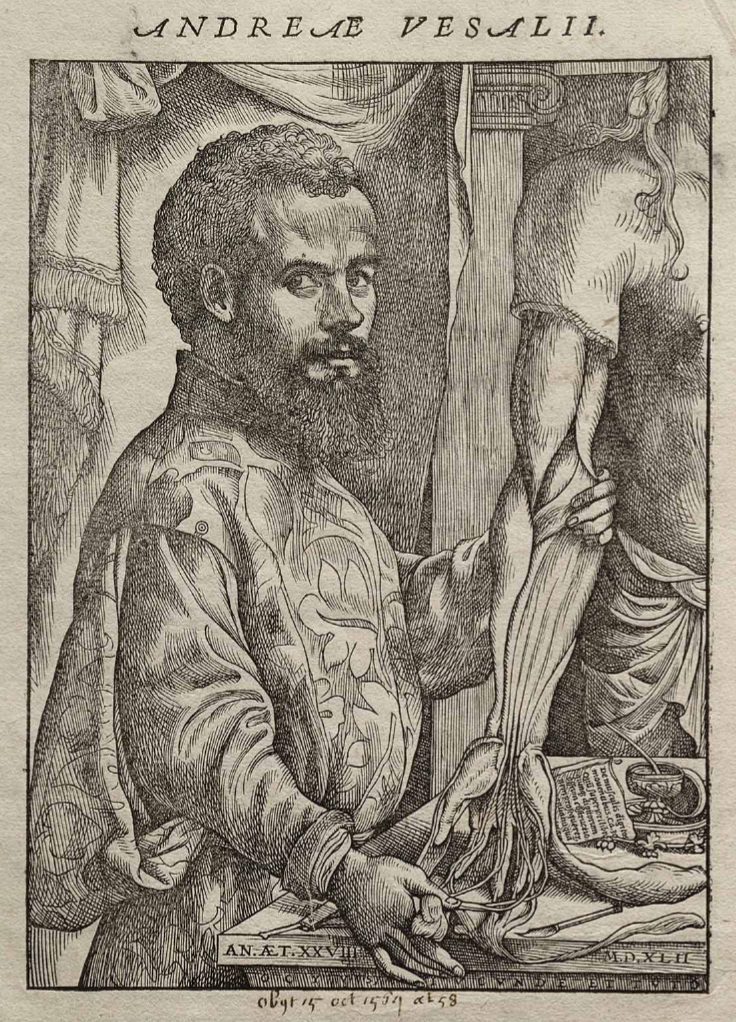
Portrait d'André Vésale dans De humani corporis fabrica
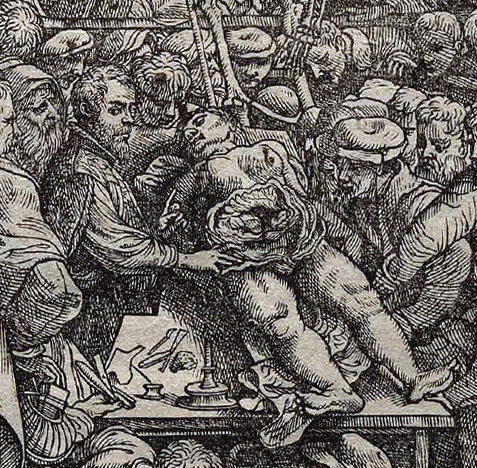
Page de De humani corporis fabrica

### Peintures
Parmi les œuvres picturales de Jan van Calcar on peut citer une Nativité, qui représente les anges entourant l'Enfant Jésus et où la lumière semble émaner entièrement de l'enfant-Dieu. Il a aussi fait des portraits de Melchior Manlich et de Melchior von Brauweiler, mais on peut porter une attention particulière au portrait qu'il a fait de Vésale, avec qui il a collaboré. Une autre de ses toiles représente un joueur de luth (Der Lautenspieler).

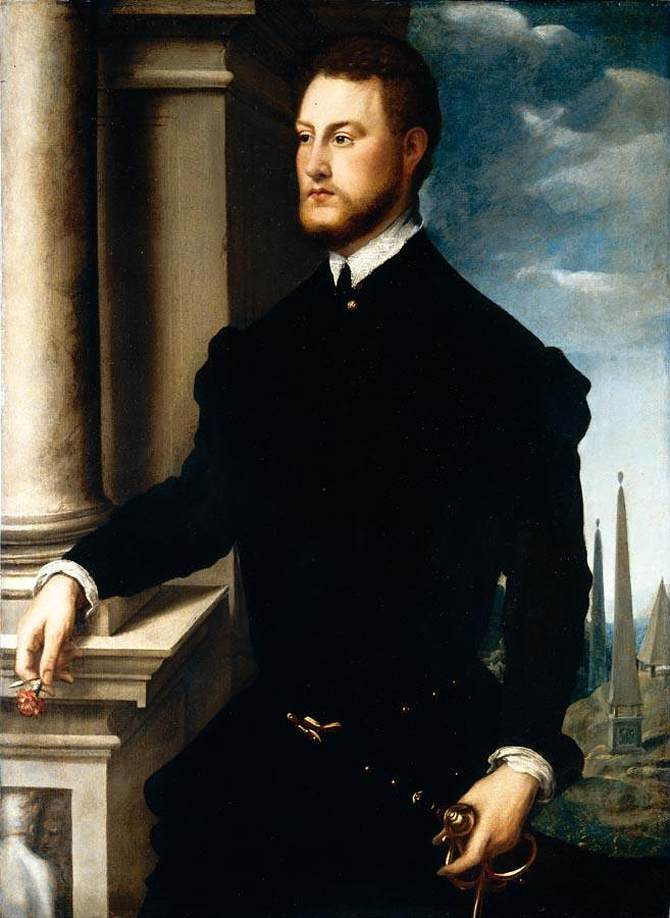
Portrait de jeune homme
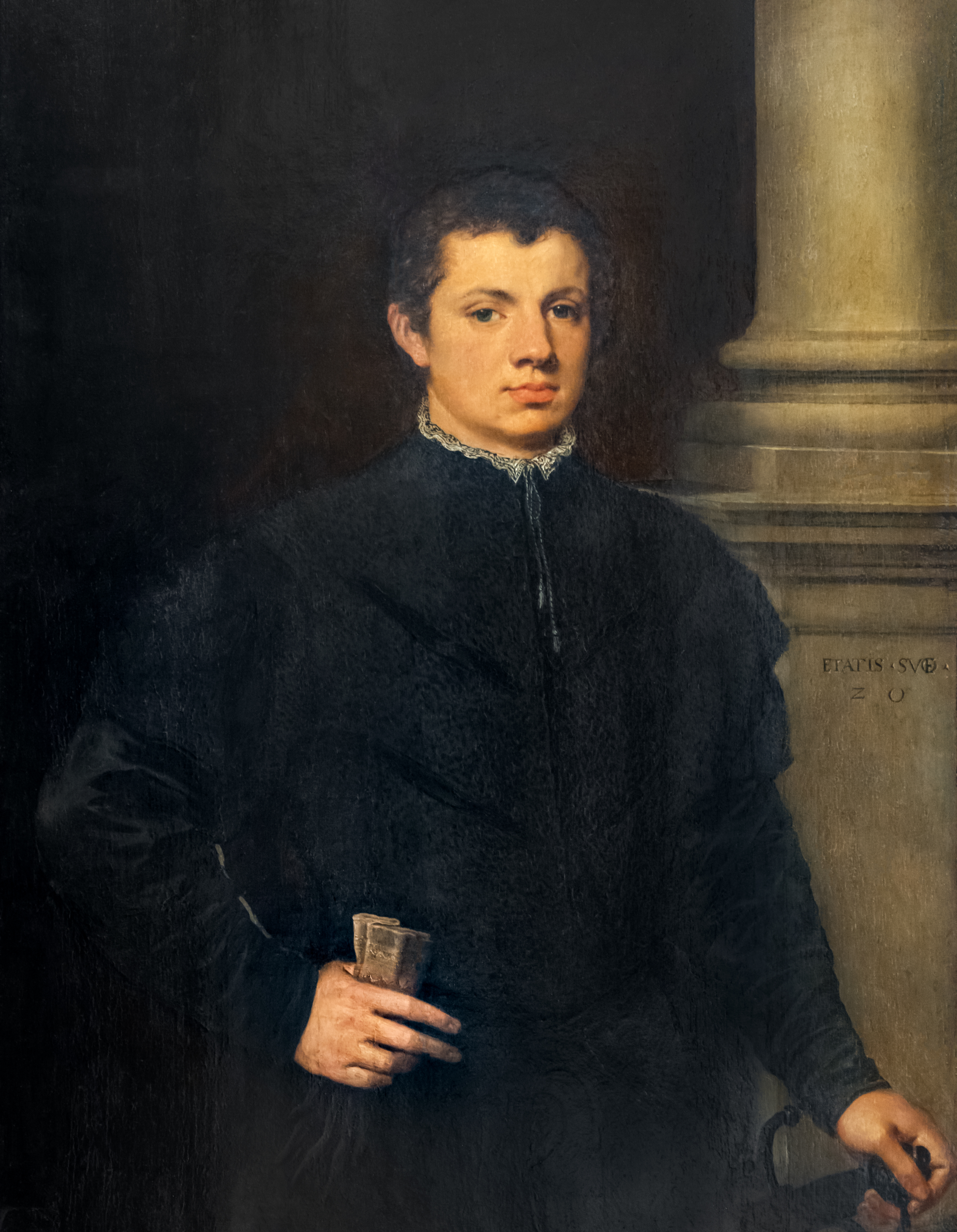
Portrait de jeune homme  - Musée Ingres-Bourdelle Montauban